# Mistrzostwa Świata w E-kolarstwie 2022
Mistrzostwa Świata w E-kolarstwie 2022 – 2. w historii mistrzostwa świata w e-kolarstwie, które odbyły się 26 lutego 2022.
Podobnie jak dwa lata wcześniej mistrzostwa rozegrano przy użyciu platformy Zwift, a każdy z uczestników wyposażony został przez organizatorów w identyczny trenażer. Zarówno kobiety jak i mężczyźni rywalizowali na tej samej trasie o długości niespełna 55 kilometrów, będącej wirtualną wariacją na temat nowojorskiego Central Parku.
W porównaniu z pierwszą edycją imprezy zmieniono system kwalifikacji – w listopadzie 2021 zorganizowano kontynentalne wyścigi kwalifikacyjne (dla Azji, Afryki, Oceanii, Europy oraz wspólnie dla Ameryki Północnej i Południowej), w których wziąć udział mogli wszyscy użytkownicy platformy Zwift reprezentujący odpowiedni poziom sportowy – w sumie w kwalifikacjach tych przyznano 50 miejsc startowych, o które rywalizowało 550 osób. Pozostałe 130 miejsc startowych w mistrzostwach świata, przydzielając określoną ich liczbę poszczególnym reprezentacjom, rozdzieliła Międzynarodowa Unia Kolarska, biorąc pod uwagę zarówno wielkość społeczności e-kolarskiej w poszczególnych państwach, jak i poziom sportowy oraz liczbę zawodników z danych krajów zarówno w rankingach e-kolarskich, jak i kolarstwa szosowego.
W wyścigu mężczyzn zwyciężył Australijczyk Jay Vine, drugi był jego rodak Freddy Ovett, a trzeci broniący tytułu mistrza świata Niemiec Jason Osborne. Wśród pań zwyciężyła Holenderka Loes Adegeest, druga była Szwedka Cecilia Hansen, a trzecia Brytyjka Zoe Langham.
Do rywalizacji zgłoszono w sumie 181 sportowców – 89 kobiet i 92 mężczyzn.

## Medaliści

### Elita
| Konkurencja                         | Złoto         | Srebro         | Brąz          | Źródło |
| ----------------------------------- | ------------- | -------------- | ------------- | ------ |
| wyścig ze startu wspólnego mężczyzn | Jay Vine      | Freddy Ovett   | Jason Osborne | [ 2 ]  |
| wyścig ze startu wspólnego kobiet   | Loes Adegeest | Cecilia Hansen | Zoe Langham   | [ 2 ]  |